# Robert Henry Codrington
Robert Henry Codrington, född 15 september 1830, död 11 september 1922, var en brittisk missionär.
Codrington var en av förgrundsgestalterna inom den melanesiska missionen och fullföljde det verk som grundlagts av George Augustus Selwyn och John Coleridge Patteson. Hans verksamhetsområde omfattade Nya Hebriderna och Salomonöarna. Hans forskningar i de melanesiska språkens grammatik och ordförråd har tillmätts stor betydelse, liksom även hans omfattande religionshistoriska studier, därvid han särskilt klarlade det inom melanesiernas religionsföreställningar dominerande manabegreppet.